# Galipea jasminiflora
Galipea jasminiflora är en vinruteväxtart som först beskrevs av A. St. Hilaire, och fick sitt nu gällande namn av Engler. Galipea jasminiflora ingår i släktet Galipea och familjen vinruteväxter. Inga underarter finns listade i Catalogue of Life.